# 特佩蒂克帕克

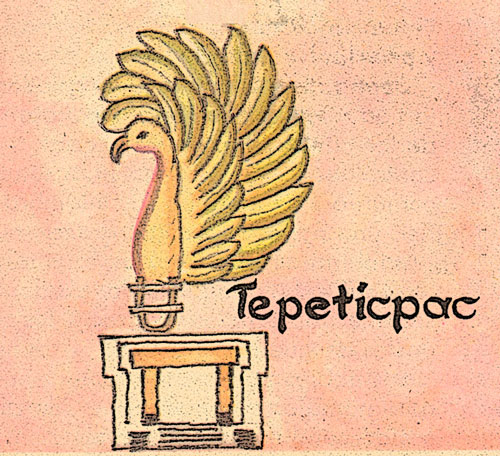
“特佩蒂克帕克”的纳瓦特尔语象形文字

特佩蒂克帕克是前哥伦布时期组成特拉斯卡拉联邦的四座城邦之一。其坐落于阿特松帕河岸，基亚维斯特兰以北，为最西北端的一座城邦。
其遗址位于现今墨西哥中部的特拉斯卡拉州。